# Discografia di Beyoncé
La discografia di Beyoncé, cantautrice statunitense, comprende otto album in studio, sei album dal vivo, tre EP e oltre trenta singoli e oltre sessanta video musicali.
Nella sua carriera ha venduto circa 200 milioni di dischi, di cui 60 milioni come membro delle Destiny's Child e 118 milioni da solista.

## Cronistoria
La Recording Industry Association of America (RIAA) l'ha riconosciuta come la migliore artista certificata del decennio degli anni 2000. Secondo la RIAA, Beyoncé ha venduto 30,5 milioni di album negli Stati Uniti. A novembre 2023, la RIAA elenca le sue vendite totali certificate come artista solista in circa 180 milioni. È una delle maggiori artiste di sempre per vendite di album, di singoli, di biglietti di concerti, e di canzoni in featuring, tra le cui collaborazioni spiccano quelle con Lady Gaga, Shakira, Madonna e Miley Cyrus.
Il suo primo album solista Dangerously in Love, ha venduto complessivamente 11 milioni di copie, mentre il secondo, B'Day, 8 milioni, così come il terzo, I Am... Sasha Fierce.
Il suo settimo album in studio, Renaissance, è stato pubblicato nel luglio 2022, dopo una pausa discografica di 6 anni, e ha debuttato direttamente alla prima posizione della Billboard 200. L'album ha ricevuto il plauso universale della critica musicale per il suo suono eclettico ma coeso, l'atmosfera gioiosa e la performance vocale di Beyoncé. È diventato l'album più apprezzato del 2022, nominato miglior album dell'anno da pubblicazioni come Los Angeles Times, New York Times, Pitchfork e Rolling Stone; ha inoltre ottenuto nove nomination alla 65ª edizione dei Grammy Awards, incluso Album dell'anno.
Cowboy Carter, l'ottavo album in studio di Beyoncé, è stato pubblicato nel marzo 2024 e ha debuttato al numero uno in diversi paesi in tutto il mondo, tra cui Stati Uniti, Australia, Canada, Germania e Regno Unito; ed è stato il primo album di una donna nera a raggiungere la prima posizione nella classifica country statunitense.

## Album

### Album in studio
| Anno | Titolo e dettagli | Classifiche | Classifiche | Classifiche | Classifiche | Classifiche | Classifiche | Classifiche | Classifiche | Classifiche | Classifiche | Certificazioni |
| Anno | Titolo e dettagli | USA         | AUS         | CAN         | FRA         | GER         | IRE         | NLD         | NZL         | SWI         | UK          | Certificazioni |
| ---- | --- | ----------- | ----------- | ----------- | ----------- | ----------- | ----------- | ----------- | ----------- | ----------- | ----------- | --- |
| 2003 | Dangerously in Love - Pubblicato: 23 giugno 2003 - Etichetta: Columbia - Formati: CD, LP, download digitale                 | 1           | 2           | 1           | 14          | 1           | 1           | 4           | 8           | 2           | 1           | - USA: Platino (7) - AUS: Platino (3) - CAN: Platino (3) - FRA: Oro (2) - GER: Platino (4) - NLD: Oro - NZL: Platino - SWI: Platino - UK: Platino (4) |
| 2006 | B'Day - Pubblicato: 1º settembre 2006 - Etichetta: Sony, Columbia - Formati: CD, LP, download digitale                      | 1           | 8           | 3           | 12          | 5           | 3           | 5           | 8           | 2           | 3           | - USA: Platino (5) - AUS: Platino - CAN: Platino (2) - FRA: Oro - GER: Oro - IRE: Platino (3) - NLD: Oro - NZL: Platino - SWI: Oro - UK: Platino+Oro  |
| 2008 | I Am... Sasha Fierce - Pubblicato: 14 novembre 2008 - Etichetta: Music World, Columbia - Formati: CD, LP, download digitale | 1           | 3           | 6           | 20          | 17          | 1           | 6           | 3           | 7           | 2           | - USA: Platino (7) - AUS: Platino (3) - CAN: Platino (6) - GER: Platino - IRE: Platino (2) - NLD: Platino - NZL: Platino - SWI: Oro - UK: Platino (4) |
| 2011 | 4 - Pubblicato: 24 giugno 2011 - Etichetta: Parkwood, Columbia - Formati: CD, LP, download digitale                         | 1           | 2           | 3           | 2           | 5           | 1           | 2           | 3           | 1           | 1           | - USA: Platino (4) - AUS: Platino - CAN: Platino (2) - FRA: Oro - IRE: Platino - NZL: Oro - UK: Platino (3)                                           |
| 2013 | Beyoncé - Pubblicato: 13 dicembre 2013 - Etichetta: Parkwood, Columbia - Formati: CD, LP, download digitale                 | 1           | 1           | 1           | 10          | 11          | 2           | 1           | 2           | 4           | 2           | - USA: Platino (6) - AUS: Platino - CAN: Platino (3) - FRA: Oro - IRE: Oro - NZL: Platino - SWI: Oro - UK: Platino (2)                                |
| 2016 | Lemonade - Pubblicato: 23 aprile 2016 - Etichetta: Parkwood, Columbia - Formati: CD, LP, download digitale, streaming       | 1           | 1           | 1           | 7           | 3           | 1           | 1           | 1           | 2           | 1           | - USA: Platino (4) - AUS: Platino - CAN: Platino (2) - NZL: Oro - SWI: Oro - UK: Platino                                                              |
| 2022 | Renaissance - Pubblicato: 29 luglio 2022 - Etichetta: Parkwood, Columbia - Formati: CD, 2LP, download digitale, streaming   | 1           | 1           | 1           | 1           | 2           | 1           | 1           | 1           | 3           | 1           | - USA: Platino (2) - CAN: Oro - FRA: Oro - NZL: Platino - UK: Platino                                                                                 |
| 2024 | Cowboy Carter - Pubblicato: 29 marzo 2024 - Etichetta: Parkwood, Columbia - Formati: CD, LP, download digitale, streaming   | 1           | 1           | 1           | 1           | 1           | 1           | 1           | 1           | 1           | 1           | - USA: Platino - CAN: Oro - UK: Argento |

### Album dal vivo
| Anno                                                                                 | Titolo e dettagli | Classifiche | Classifiche | Classifiche | Classifiche | Classifiche | Classifiche | Classifiche | Certificazioni |
| Anno                                                                                 | Titolo e dettagli | USA         | AUS         | CAN         | GER         | NLD         | SWI         | UK          | Certificazioni |
| ------------------------------------------------------------------------------------ | --- | ----------- | ----------- | ----------- | ----------- | ----------- | ----------- | ----------- | -------------- |
| 2004                                                                                 | Beyoncé: Live at Wembley - Pubblicato: 26 aprile 2004 - Etichetta: Columbia - Formati: CD, DVD                                                                   | 17          | —           | —           | 59          | —           | 73          | —           |                |
| 2007                                                                                 | The Beyoncé Experience Live - Pubblicato: 20 novembre 2007 - Etichetta: Columbia - Formati: CD, DVD, download digitale                                           | —           | —           | —           | —           | —           | —           | —           |                |
| 2009                                                                                 | I Am... Yours: An Intimate Performance at Wynn Las Vegas - Pubblicato: 20 novembre 2009 - Etichetta: Music World, Columbia - Formati: CD, DVD, download digitale | —           | —           | —           | 85          | 66          | —           | 150         |                |
| 2010                                                                                 | I Am... World Tour - Pubblicato: 26 novembre 2010 - Etichetta: Columbia - Formati: CD, DVD, download digitale                                                    | —           | —           | —           | —           | —           | —           | —           |                |
| 2019                                                                                 | Homecoming: The Live Album - Pubblicato: 17 aprile 2019 - Etichetta: Parkwood, Columbia - Formati: LP, download digitale, streaming                              | 4           | 18          | 7           | 41          | 9           | 15          | 25          | - USA: Oro     |
| "—" indica che l'opera non è stata pubblicata o non si è classificata in quel paese. | |             |             |             |             |             |             |             |                |

### Album video
| Anno                                                                                 | Titolo e dettagli | Classifiche |
| Anno                                                                                 | Titolo e dettagli | USA         |
| ------------------------------------------------------------------------------------ | --- | ----------- |
| 2008                                                                                 | Dangerously in Love/Live at Wembley - Pubblicato: 9 dicembre 2008 - Etichetta: Music World, Columbia - Formati: CD, DVD                                  | —           |
| 2009                                                                                 | Above and Beyoncé - Video Collection & Dance Mixes - Pubblicato: 16 giugno 2009 - Etichetta: Music World, Columbia - Formati: CD, DVD, download digitale | 35          |
| 2014                                                                                 | Beyoncé: Platinum Edition - Pubblicato: 24 novembre 2014 - Etichetta: Parkwood, Columbia - Formati: CD, DVD, download digitale                           | —           |
| "—" indica che l'opera non è stata pubblicata o non si è classificata in quel paese. | |             |

### Colonne sonore
| Anno | Titolo e dettagli | Classifiche | Classifiche | Classifiche | Classifiche | Classifiche | Classifiche | Classifiche | Classifiche |
| Anno | Titolo e dettagli | USA         | AUS         | CAN         | FRA         | GER         | NLD         | NZL         | SWI         |
| ---- | --- | ----------- | ----------- | ----------- | ----------- | ----------- | ----------- | ----------- | ----------- |
| 2019 | The Lion King: The Gift - Pubblicato: 19 luglio 2019 - Etichetta: Parkwood, Columbia - Formati: Download digitale, streaming | 2           | 12          | 4           | 28          | 48          | 3           | 16          | 20          |

## Extended play
| Anno                                                                                 | Titolo e dettagli                                                                                               | Classifiche | Classifiche | Classifiche | Certificazioni |
| Anno                                                                                 | Titolo e dettagli                                                                                               | USA         | NZL         | UK          | Certificazioni |
| ------------------------------------------------------------------------------------ | --- | ----------- | ----------- | ----------- | -------------- |
| 2007                                                                                 | Irreemplazable - Pubblicato: 27 agosto 2007 - Etichetta: Music World, Columbia - Formati: CD, download digitale | 105         | —           | —           |                |
| 2010                                                                                 | Heat - Pubblicato: 8 febbraio 2010 - Etichetta: Music World, Columbia - Formati: CD, download digitale          | —           | —           | —           |                |
| 2012                                                                                 | 4: The Remix - Pubblicato: 23 aprile 2012 - Etichetta: Parkwood, Columbia - Formati: Download digitale          | —           | —           | —           | - UK: Argento  |
| 2014                                                                                 | More Only - Pubblicato: 24 novembre 2014 - Etichetta: Parkwood, Columbia - Formati: Download digitale           | 8           | 24          | 41          | - UK: Argento  |
| "—" indica che l'opera non è stata pubblicata o non si è classificata in quel paese. | |             |             |             |                |

## Singoli

### Come artista principale
| Anno                                                                                 | Titolo                                                         | Classifiche | Classifiche | Classifiche | Classifiche | Classifiche | Classifiche | Classifiche | Classifiche | Classifiche | Classifiche | Album di provenienza                      |
| Anno                                                                                 | Titolo                                                         | USA         | AUS         | CAN         | FRA         | GER         | IRE         | NLD         | NZL         | SWI         | UK          | Album di provenienza                      |
| ------------------------------------------------------------------------------------ | -------------------------------------------------------------- | ----------- | ----------- | ----------- | ----------- | ----------- | ----------- | ----------- | ----------- | ----------- | ----------- | ----------------------------------------- |
| 2002                                                                                 | Work It Out                                                    | —           | 21          | —           | 87          | 75          | 12          | 30          | 36          | 48          | 7           | Austin Powers in Goldmember               |
| 2003                                                                                 | Crazy in Love (feat. Jay-Z)                                    | 1           | 2           | 2           | 21          | 6           | 1           | 2           | 2           | 3           | 1           | Dangerously in Love                       |
| 2003                                                                                 | Fighting Temptation (con Missy Elliott, MC Lyte e Free)        | —           | —           | 34          | —           | 54          | —           | 13          | —           | —           | —           | The Fighting Temptations                  |
| 2003                                                                                 | Baby Boy (feat. Sean Paul)                                     | 1           | 3           | 2           | 8           | 4           | 6           | 8           | 2           | 5           | 2           | Dangerously in Love                       |
| 2003                                                                                 | Me, Myself and I                                               | 4           | 11          | 7           | —           | 35          | 21          | 14          | 18          | 41          | 11          | Dangerously in Love                       |
| 2004                                                                                 | Naughty Girl                                                   | 3           | 9           | 2           | 18          | 16          | 14          | 10          | 6           | 18          | 10          | Dangerously in Love                       |
| 2005                                                                                 | Check on It (feat. Bun B e Slim Thug)                          | 1           | —           | 5           | 32          | 11          | 5           | 5           | 1           | 7           | 3           | #1's                                      |
| 2006                                                                                 | Déjà vu (feat. Jay-Z)                                          | 4           | 12          | 14          | 23          | 9           | 3           | 17          | 15          | 3           | 1           | B'Day                                     |
| 2006                                                                                 | Ring the Alarm                                                 | 11          | —           | —           | —           | —           | —           | —           | —           | —           | —           | B'Day                                     |
| 2006                                                                                 | Irreplaceable                                                  | 1           | 1           | 2           | 10          | 11          | 1           | 3           | 1           | 9           | 4           | B'Day                                     |
| 2007                                                                                 | Listen                                                         | 61          | —           | —           | —           | 18          | 6           | —           | —           | —           | 8           | Dreamgirls: Music from the Motion Picture |
| 2007                                                                                 | Beautiful Liar (con Shakira)                                   | 3           | 5           | 2           | 1           | 1           | 1           | 1           | 1           | 1           | 1           | B'Day                                     |
| 2007                                                                                 | Get Me Bodied                                                  | 46          | —           | —           | —           | —           | —           | —           | —           | —           | —           | B'Day                                     |
| 2007                                                                                 | Green Light                                                    | —           | —           | —           | —           | —           | 46          | 18          | —           | —           | 12          | B'Day                                     |
| 2007                                                                                 | Until the End of Time (con Justin Timberlake)                  | 17          | —           | —           | —           | —           | —           | —           | 31          | —           | —           | FutureSex/LoveSounds                      |
| 2008                                                                                 | If I Were a Boy                                                | 3           | 3           | 4           | 5           | 3           | 2           | 1           | 2           | 3           | 1           | I Am... Sasha Fierce                      |
| 2008                                                                                 | Single Ladies (Put a Ring on It)                               | 1           | 5           | 2           | 68          | 3           | 4           | 8           | 2           | 40          | 7           | I Am... Sasha Fierce                      |
| 2009                                                                                 | Diva                                                           | 19          | 40          | —           | —           | —           | 50          | —           | 26          | —           | 72          | I Am... Sasha Fierce                      |
| 2009                                                                                 | Halo                                                           | 5           | 3           | 3           | 9           | 5           | 4           | 9           | 2           | 4           | 4           | I Am... Sasha Fierce                      |
| 2009                                                                                 | Ego                                                            | 39          | —           | —           | —           | —           | —           | 42          | 11          | —           | 60          | I Am... Sasha Fierce                      |
| 2009                                                                                 | Sweet Dreams                                                   | 10          | 2           | 17          | —           | 8           | 4           | 26          | 1           | 16          | 5           | I Am... Sasha Fierce                      |
| 2009                                                                                 | Broken-Hearted Girl                                            | —           | 14          | —           | —           | 14          | 20          | —           | —           | 62          | 27          | I Am... Sasha Fierce                      |
| 2009                                                                                 | Video Phone (solo o feat. Lady Gaga)                           | 65          | 31          | —           | —           | —           | —           | 49          | 32          | —           | 58          | I Am... Sasha Fierce                      |
| 2010                                                                                 | Why Don't You Love Me                                          | —           | 73          | —           | —           | —           | —           | —           | —           | —           | 51          | I Am... Sasha Fierce                      |
| 2011                                                                                 | Run the World (Girls)                                          | 29          | 10          | 16          | 12          | —           | 11          | 8           | 9           | 22          | 11          | 4                                         |
| 2011                                                                                 | Best Thing I Never Had                                         | 16          | 17          | 27          | 61          | 29          | 2           | 23          | 5           | 35          | 3           | 4                                         |
| 2011                                                                                 | Party (feat. André 3000)                                       | 50          | —           | —           | —           | —           | —           | —           | —           | —           | —           | 4                                         |
| 2011                                                                                 | Love on Top                                                    | 20          | 20          | 65          | 83          | —           | 21          | 23          | 14          | —           | 13          | 4                                         |
| 2011                                                                                 | Countdown                                                      | 71          | —           | 62          | —           | —           | 45          | 52          | —           | —           | 35          | 4                                         |
| 2012                                                                                 | I Care                                                         | —           | —           | —           | —           | —           | —           | —           | —           | —           | —           | 4                                         |
| 2012                                                                                 | End of Time                                                    | 113         | —           | —           | —           | —           | 27          | —           | —           | —           | 39          | 4                                         |
| 2013                                                                                 | XO                                                             | 45          | 16          | 36          | 99          | 68          | 15          | 24          | 10          | —           | 22          | Beyoncé                                   |
| 2013                                                                                 | Drunk in Love (feat. Jay-Z)                                    | 2           | 22          | 23          | 9           | 70          | 10          | 36          | 7           | 40          | 9           | Beyoncé                                   |
| 2014                                                                                 | Partition                                                      | 23          | —           | 100         | 120         | —           | 57          | —           | —           | —           | 74          | Beyoncé                                   |
| 2014                                                                                 | Pretty Hurts                                                   | 113         | 47          | 78          | 133         | 83          | 56          | 87          | —           | 67          | 63          | Beyoncé                                   |
| 2014                                                                                 | Flawless (feat. Chimamanda Ngozi Adichie o Nicki Minaj)        | 41          | —           | 88          | 83          | —           | 77          | —           | —           | —           | 65          | Beyoncé                                   |
| 2014                                                                                 | 7/11                                                           | 13          | 41          | 43          | 11          | 78          | 54          | 48          | 24          | 74          | 33          | Beyoncé                                   |
| 2014                                                                                 | Ring Off                                                       | 105         | —           | —           | 110         | —           | —           | 84          | —           | —           | 81          | Beyoncé                                   |
| 2016                                                                                 | Formation                                                      | 10          | 17          | 32          | 24          | 74          | 59          | —           | —           | —           | 31          | Lemonade                                  |
| 2016                                                                                 | Sorry                                                          | 11          | 74          | 40          | 62          | —           | 82          | —           | —           | —           | 33          | Lemonade                                  |
| 2016                                                                                 | Hold Up                                                        | 13          | 25          | 37          | 14          | —           | 52          | —           | —           | —           | 11          | Lemonade                                  |
| 2016                                                                                 | Freedom (feat. Kendrick Lamar)                                 | 35          | 62          | 60          | 53          | —           | 95          | —           | —           | —           | 40          | Lemonade                                  |
| 2016                                                                                 | All Night                                                      | 38          | —           | 73          | 71          | —           | —           | —           | —           | —           | 60          | Lemonade                                  |
| 2017                                                                                 | Perfect Duet (con Ed Sheeran)                                  | 1           | —           | 1           | —           | —           | —           | 1           | 1           | —           | —           | /                                         |
| 2019                                                                                 | Spirit                                                         | 98          | 99          | 92          | —           | —           | 65          | —           | —           | —           | 59          | The Lion King: The Gift                   |
| 2019                                                                                 | Brown Skin Girl (con Saint Jhn e Wizkid feat. Blue Ivy Carter) | 76          | —           | 60          | —           | —           | 50          | —           | —           | —           | 42          | The Lion King: The Gift                   |
| 2020                                                                                 | Black Parade                                                   | 37          | —           | 70          | —           | —           | 45          | —           | —           | —           | 49          | The Lion King: The Gift                   |
| 2021                                                                                 | Be Alive                                                       | —           | —           | —           | —           | —           | —           | —           | —           | —           | —           | /                                         |
| 2022                                                                                 | Break My Soul                                                  | 1           | 6           | 4           | 18          | 42          | 1           | 14          | 16          | 15          | 2           | Renaissance                               |
| 2022                                                                                 | Cuff It                                                        | 6           | 8           | 16          | 14          | 29          | 6           | 20          | 3           | 18          | 5           | Renaissance                               |
| 2023                                                                                 | America Has a Problem (feat. Kendrick Lamar)                   | 38          | 32          | 41          | —           | —           | 18          | 99          | 25          | 96          | 22          | Renaissance                               |
| 2023                                                                                 | Virgo's Groove                                                 | 43          | —           | 63          | 176         | —           | —           | —           | —           | —           | —           | Renaissance                               |
| 2023                                                                                 | Delresto (Echoes) (con Travis Scott)                           | 25          | 34          | 26          | 38          | —           | —           | —           | 30          | —           | —           | Utopia                                    |
| 2024                                                                                 | 16 Carriages                                                   | 38          | —           | 78          | —           | —           | 57          | —           | —           | —           | 44          | Cowboy Carter                             |
| 2024                                                                                 | Texas Hold 'Em                                                 | 1           | 1           | 1           | 6           | 4           | 1           | 1           | 1           | 2           | 1           | Cowboy Carter                             |
| 2024                                                                                 | II Most Wanted (feat. Miley Cyrus)                             | 6           | 16          | 17          | 63          | —           | 13          | 27          | 17          | 20          | 9           | Cowboy Carter                             |
| "—" indica che l'opera non è stata pubblicata o non si è classificata in quel paese. |                                                                |             |             |             |             |             |             |             |             |             |             |                                           |

### Come artista ospite
| Anno                                                                                 | Titolo                                                             | Classifiche | Classifiche | Classifiche | Classifiche | Classifiche | Classifiche | Classifiche | Classifiche | Classifiche | Classifiche | Album di provenienza                 |
| Anno                                                                                 | Titolo                                                             | USA         | AUS         | CAN         | FRA         | GER         | IRE         | NLD         | NZL         | SWI         | UK          | Album di provenienza                 |
| ------------------------------------------------------------------------------------ | ------------------------------------------------------------------ | ----------- | ----------- | ----------- | ----------- | ----------- | ----------- | ----------- | ----------- | ----------- | ----------- | ------------------------------------ |
| 2000                                                                                 | I Got That (Amil feat. Beyoncé)                                    | —           | —           | —           | —           | —           | —           | —           | —           | —           | —           | All Money Is Legal                   |
| 2002                                                                                 | '03 Bonnie & Clyde (Jay-Z feat. Beyoncé)                           | 4           | 2           | 6           | 25          | 6           | 8           | 5           | 4           | 1           | 2           | The Blueprint²: The Gift & the Curse |
| 2007                                                                                 | Hollywood (Jay-Z feat. Beyoncé)                                    | —           | 98          | —           | —           | —           | —           | —           | —           | —           | —           | Kingdom Come                         |
| 2008                                                                                 | Love in This Club Part II (Usher feat. Lil Wayne e Beyoncé)        | 18          | 96          | 69          | —           | —           | —           | —           | —           | —           | —           | Here I Stand                         |
| 2010                                                                                 | Put It in a Love Song (Alicia Keys feat. Beyoncé)                  | 102         | 18          | 71          | —           | —           | 26          | —           | 24          | —           | —           | The Element of Freedom               |
| 2010                                                                                 | Telephone (Lady Gaga feat. Beyoncé)                                | 3           | 3           | 3           | 3           | 3           | 1           | 6           | 3           | 3           | 1           | The Fame Monster                     |
| 2011                                                                                 | Lift Off (Jay-Z feat. Kanye West e Beyoncé)                        | 121         | 81          | —           | —           | —           | —           | —           | —           | —           | 48          | Watch the Throne                     |
| 2014                                                                                 | Part II (On the Run) (Jay-Z feat. Beyoncé)                         | 77          | —           | —           | 187         | —           | —           | —           | —           | —           | 93          | Magna Carta... Holy Grail            |
| 2014                                                                                 | Say Yes Michelle Williams feat. Beyoncé e Kelly Rowland)           | 109         | —           | —           | 90          | —           | —           | —           | —           | —           | 106         | Journey to Freedom                   |
| 2015                                                                                 | Runnin' (Lose It All) (Naughty Boy feat. Beyoncé e Arrow Benjamin) | 90          | 22          | 61          | 1           | 85          | 12          | 14          | 10          | 24          | 4           | /                                    |
| 2017                                                                                 | Shining (DJ Khaled feat. Beyoncé e Jay-Z)                          | 57          | 93          | 72          | 75          | —           | —           | —           | —           | —           | 71          | Grateful                             |
| 2017                                                                                 | Mi gente (Remix) (J Balvin e Willy William feat. Beyoncé)          | 3           | 11          | 2           | —           | —           | —           | 1           | 39          | 16          | —           | /                                    |
| 2017                                                                                 | Walk on Water (Eminem feat. Beyoncé)                               | 14          | 10          | 22          | 13          | 16          | 8           | 14          | 18          | 5           | 7           | Revival                              |
| 2018                                                                                 | Top Off (DJ Khaled feat. Jay-Z, Future e Beyoncé)                  | 22          | —           | 48          | 55          | 98          | 67          | —           | —           | 66          | 41          | Father of Asahd                      |
| 2020                                                                                 | Savage (Remix) (Megan Thee Stallion feat. Beyoncé)                 | 1           | —           | 9           | —           | —           | —           | 28          | 2           | —           | —           | Good News                            |
| "—" indica che l'opera non è stata pubblicata o non si è classificata in quel paese. |                                                                    |             |             |             |             |             |             |             |             |             |             |                                      |

### Singoli promozionali
| Anno                                                                                 | Titolo                                                        | Classifiche | Classifiche | Classifiche | Classifiche | Classifiche | Classifiche | Album di provenienza           |
| Anno                                                                                 | Titolo                                                        | USA         | AUS         | CAN         | FRA         | IRE         | UK          | Album di provenienza           |
| ------------------------------------------------------------------------------------ | ------------------------------------------------------------- | ----------- | ----------- | ----------- | ----------- | ----------- | ----------- | ------------------------------ |
| 2003                                                                                 | Daddy                                                         | —           | —           | —           | —           | —           | —           | Dangerously in Love            |
| 2003                                                                                 | What's It Gonna Be                                            | —           | —           | —           | —           | —           | —           | Dangerously in Love            |
| 2006                                                                                 | One Night Only (con Deena Jones and the Dreams)               | —           | —           | —           | —           | —           | 67          | Dreamgirls                     |
| 2006                                                                                 | Upgrade U (feat. Jay-Z)                                       | 59          | —           | —           | —           | —           | —           | B'Day                          |
| 2009                                                                                 | Sing a Song                                                   | —           | —           | —           | —           | —           | —           | Wow! Wow! Wubbzy!: Sing-a-Song |
| 2010                                                                                 | Fever                                                         | —           | —           | —           | —           | —           | —           | Heat                           |
| 2011                                                                                 | 1+1                                                           | 57          | —           | 82          | —           | —           | 71          | 4                              |
| 2016                                                                                 | Daddy Lessons (feat. The Dixie Chicks)                        | 41          | —           | 62          | 90          | —           | 40          | Lemonade                       |
| 2017                                                                                 | Die with You                                                  | 121         | —           | —           | 51          | —           | 62          | /                              |
| 2019                                                                                 | Mood 4 Eva (con Jay-Z e Childish Gambino feat. Oumou Sangaré) | 90          | 33          | 48          | 64          | 54          | 56          | The Lion King: The Gift        |
| 2023                                                                                 | My House                                                      | 57          | —           | 64          | —           | 53          | 56          | /                              |
| "—" indica che l'opera non è stata pubblicata o non si è classificata in quel paese. |                                                               |             |             |             |             |             |             |                                |

## Altri brani entrati in classifica
| Anno                                                                                 | Titolo                                                                        | Classifiche | Classifiche | Classifiche | Classifiche | Classifiche | Classifiche | Classifiche | Classifiche | Album di provenienza       |
| Anno                                                                                 | Titolo                                                                        | USA         | AUS         | CAN         | FRA         | IRE         | NLD         | SWI         | UK          | Album di provenienza       |
| ------------------------------------------------------------------------------------ | ----------------------------------------------------------------------------- | ----------- | ----------- | ----------- | ----------- | ----------- | ----------- | ----------- | ----------- | -------------------------- |
| 2004                                                                                 | Dangerously in Love 2                                                         | 57          | —           | —           | —           | —           | —           | —           | —           | Dangerously in Love        |
| 2008                                                                                 | Ave Maria                                                                     | —           | 90          | —           | —           | —           | —           | —           | 150         | I Am... Sasha Fierce       |
| 2008                                                                                 | Radio                                                                         | —           | —           | —           | —           | —           | 14          | —           | —           | I Am... Sasha Fierce       |
| 2010                                                                                 | Halo (live)                                                                   | 105         | —           | 58          | —           | —           | —           | —           | —           | Hope for Haiti Now         |
| 2011                                                                                 | I Miss You                                                                    | —           | —           | —           | —           | —           | —           | —           | 184         | 4                          |
| 2011                                                                                 | I Was Here                                                                    | —           | 85          | —           | —           | 88          | —           | 74          | 131         | 4                          |
| 2011                                                                                 | Dance for You                                                                 | 78          | —           | —           | —           | —           | —           | —           | 174         | 4                          |
| 2013                                                                                 | Haunted                                                                       | —           | —           | —           | 99          | —           | —           | —           | 158         | Beyoncé                    |
| 2013                                                                                 | Mine (feat. Drake)                                                            | 82          | —           | 82          | 159         | —           | —           | —           | 65          | Beyoncé                    |
| 2013                                                                                 | Blow                                                                          | —           | —           | —           | —           | —           | 63          | —           | —           | Beyoncé                    |
| 2014                                                                                 | Standing on the Sun (Remix) (feat. Mr. Vegas)                                 | —           | —           | —           | —           | —           | —           | —           | 170         | More Only                  |
| 2014                                                                                 | Feeling Myself (Nicki Minaj feat. Beyoncé)                                    | 39          | 52          | 67          | 53          | —           | —           | —           | 64          | The Pinkprint              |
| 2016                                                                                 | Pray You Catch Me                                                             | 37          | 97          | 71          | 96          | —           | —           | —           | 52          | Lemonade                   |
| 2016                                                                                 | Don't Hurt Yourself (feat. Jack White)                                        | 28          | 93          | 53          | 47          | —           | —           | —           | 36          | Lemonade                   |
| 2016                                                                                 | 6 Inch (feat. The Weeknd)                                                     | 18          | 61          | 31          | 47          | —           | —           | —           | 35          | Lemonade                   |
| 2016                                                                                 | Love Drought                                                                  | 47          | —           | 84          | 152         | —           | —           | —           | 69          | Lemonade                   |
| 2016                                                                                 | Sandcastles                                                                   | 43          | —           | 79          | 109         | —           | —           | —           | 57          | Lemonade                   |
| 2016                                                                                 | Forward (feat. James Blake)                                                   | 63          | —           | —           | 151         | —           | —           | —           | 85          | Lemonade                   |
| 2019                                                                                 | Before I Let Go                                                               | 65          | —           | —           | —           | 71          | —           | —           | 77          | Homecoming: The Live Album |
| 2019                                                                                 | Can You Feel the Love Tonight (con Donald Glover, Billy Eichner e Seth Rogen) | —           | 93          | —           | —           | 75          | —           | —           | 87          | The Lion King              |
| 2022                                                                                 | I'm That Girl                                                                 | 26          | 38          | 45          | 90          | —           | 55          | —           | —           | Renaissance                |
| 2022                                                                                 | Cozy                                                                          | 30          | 46          | 52          | 110         | —           | —           | —           | —           | Renaissance                |
| 2022                                                                                 | Alien Superstar                                                               | 19          | 31          | 33          | 73          | 17          | —           | 46          | 16          | Renaissance                |
| 2022                                                                                 | Energy (feat. Beam)                                                           | 27          | 42          | 46          | 97          | —           | —           | —           | —           | Renaissance                |
| 2022                                                                                 | Church Girl                                                                   | 22          | 50          | 51          | 125         | —           | —           | —           | —           | Renaissance                |
| 2022                                                                                 | Plastic Off the Sofa                                                          | 41          | —           | 70          | 198         | —           | —           | —           | —           | Renaissance                |
| 2022                                                                                 | Move (feat. Grace Jones e Tems)                                               | 55          | —           | 72          | —           | —           | —           | —           | —           | Renaissance                |
| 2022                                                                                 | Heated                                                                        | 51          | —           | 69          | —           | —           | —           | —           | —           | Renaissance                |
| 2022                                                                                 | Thique                                                                        | 53          | —           | 75          | —           | —           | —           | —           | —           | Renaissance                |
| 2022                                                                                 | All Up in Your Mind                                                           | 70          | —           | 94          | —           | —           | —           | —           | —           | Renaissance                |
| 2022                                                                                 | Pure/Honey                                                                    | 64          | —           | 77          | —           | —           | —           | —           | —           | Renaissance                |
| 2022                                                                                 | Summer Renaissance                                                            | 47          | 33          | 40          | 180         | —           | —           | —           | —           | Renaissance                |
| "—" indica che l'opera non è stata pubblicata o non si è classificata in quel paese. |                                                                               |             |             |             |             |             |             |             |             |                            |

## Videografia

### Come artista musicale
| Anno | Titolo                           | Altri artisti                           | Regista                   |
| ---- | -------------------------------- | --------------------------------------- | ------------------------- |
| 2000 | I Got That                       | Amil                                    | Darren Grant              |
| 2002 | Work It Out                      | /                                       | Matthew Rolston           |
| 2002 | '03 Bonnie & Clyde               | Jay-Z                                   | Chris Robinson            |
| 2003 | Crazy in Love                    | Jay-Z                                   | Jake Nava                 |
| 2003 | Fighting Temptation              | Missy Elliot, MC Lyte, Free             | Antti Jokinen             |
| 2003 | He Still Loves Me                | Walter Williams Sr.                     | Jonathan Lynn             |
| 2003 | Baby Boy                         | Sean Paul                               | Jake Nava                 |
| 2003 | Me, Myself and I                 | /                                       | Johan Renck               |
| 2004 | Naughty Girl                     | /                                       | Jake Nava                 |
| 2005 | Check on It                      | Bun B, Slim Thug                        | Hype Williams             |
| 2006 | A Woman Like Me                  | /                                       | Shawn Levy                |
| 2006 | Déjà Vu                          | Jay-Z                                   | Sophie Muller             |
| 2006 | Ring the Alarm                   | /                                       | Sophie Muller             |
| 2006 | Irreplaceable                    | /                                       | Anthony Mandler           |
| 2006 | Listen (Live performance)        | /                                       | Diane Martel              |
| 2006 | Listen (Vogue shoot version)     | /                                       | Matthew Rolston           |
| 2007 | Beautiful Liar                   | Shakira                                 | Jake Nava                 |
| 2007 | Upgrade U                        | Jay-Z                                   | Melina Matsoukas          |
| 2007 | Kitty Kat                        | /                                       | Melina Matsoukas          |
| 2007 | Green Light                      | /                                       | Melina Matsoukas          |
| 2007 | Flaws and All                    | /                                       | Beyoncé, Cliff Watts      |
| 2007 | Get Me Bodied                    | /                                       | Anthony Mandler           |
| 2007 | Freakum Dress                    | /                                       | Ray Kay                   |
| 2007 | Suga Mama                        | /                                       | Melina Matsoukas          |
| 2007 | Still in Love (Kissing You)      | /                                       | Beyoncé                   |
| 2008 | If I Were a Boy                  | /                                       | Jake Nava                 |
| 2008 | Single Ladies (Put a Ring on It) | /                                       | Jake Nava                 |
| 2008 | Diva                             | /                                       | Melina Matsoukas          |
| 2008 | Halo                             | /                                       | Philip Andelman           |
| 2009 | Ego                              | /                                       | Frank Gatson              |
| 2009 | Ego (Remix)                      | Kanye West                              | Frank Gatson              |
| 2009 | Broken-Hearted Girl              | /                                       | Sophie Muller             |
| 2009 | Sweet Dreams                     | /                                       | Adria Petty               |
| 2009 | Video Phone (Extended remix)     | Lady Gaga                               | Hype Williams             |
| 2010 | Telephone                        | Lady Gaga                               | Jonas Åkerlund            |
| 2010 | Put It in a Love Song            | Alicia Keys                             | Melina Matsoukas          |
| 2010 | Why Don't You Love Me            | /                                       | Melina Matsoukas, Beyoncé |
| 2011 | Move Your Body                   | /                                       | Melina Matsoukas          |
| 2011 | Run the World (Girls)            | /                                       | Francis Lawrence          |
| 2011 | Best Thing I Never Had           | /                                       | Diane Martel              |
| 2011 | 1+1                              | /                                       | Beyoncé, Ed Burke         |
| 2011 | Countdown                        | /                                       | Beyoncé, Adria Petty      |
| 2011 | Love on Top                      | /                                       | Beyoncé, Ed Burke         |
| 2011 | Party (Remix)                    | J Cole                                  | Alan Ferguson             |
| 2011 | Dance for You                    | /                                       | Alan Ferguson             |
| 2012 | I Was Here                       | /                                       | Sophie Muller             |
| 2013 | Pretty Hurts                     | /                                       | Melina Matsoukas          |
| 2013 | Ghost                            | /                                       | Pierre Debusschere        |
| 2013 | Haunted                          | /                                       | Jonas Åkerlund            |
| 2013 | Drunk in Love                    | Jay-Z                                   | Hype Williams             |
| 2013 | Blow                             | /                                       | Hype Williams             |
| 2013 | No Angel                         | /                                       | Lilinternet               |
| 2013 | Yoncé                            | /                                       | Ricky Saiz                |
| 2013 | Partition                        | /                                       | Jake Nava                 |
| 2013 | Jealous                          | /                                       | Francesco Carrozzini      |
| 2013 | Rocket                           | /                                       | Beyoncé, Ed Burke         |
| 2013 | Mine                             | Drake                                   | Pierre Debusschere        |
| 2013 | XO                               | /                                       | Terry Richardson          |
| 2013 | Flawless                         | /                                       | Jake Nava                 |
| 2013 | Superpower                       | Frank Ocean                             | Jonas Åkerlund            |
| 2013 | Heaven                           | /                                       | Beyoncé, Todd Turso       |
| 2013 | Blue                             | Blue Ivy Carter                         | Beyoncé, Ed Burke         |
| 2013 | Grown Woman                      | /                                       | Jake Nava                 |
| 2014 | Part II (On the Run)             | Jay-Z                                   | Melina Matsoukas          |
| 2014 | Say Yes                          | Michelle Williams, Kelly Rowland        | Matthew Cherry            |
| 2014 | 7/11                             | /                                       | Beyoncé                   |
| 2014 | Flawless (Remix)                 | Nicki Minaj                             | Jonas Åkerlund            |
| 2015 | Feeling Myself                   | Nicki Minaj                             | Todd Tourso               |
| 2015 | Runnin' (Lose It All)            | Naughty Boy                             | Charlie Robins            |
| 2016 | Hymn for the Weekend             | Coldplay                                | Ben Mor                   |
| 2016 | Formation                        | /                                       | Melina Matsoukas          |
| 2016 | Sorry                            | /                                       | Beyoncé, Kahlil Joseph    |
| 2016 | Hold Up                          | /                                       | Jonas Åkerlund            |
| 2016 | Freedom                          | Kendrick Lamar                          | MJ Delaney                |
| 2017 | All Night                        | /                                       | Melina Matsoukas          |
| 2017 | Sandcastles                      | /                                       | Mark Romanek              |
| 2017 | Love Drought                     | /                                       | Kahlil Joseph             |
| 2017 | Family Feud                      | Jay-Z                                   | Ava DuVernay              |
| 2018 | Apeshit                          | Jay-Z                                   | Ricky Saiz                |
| 2019 | Spirit                           | /                                       | Jake Nava, Jon Favreau    |
| 2020 | Already                          | Shatta Wale, Major Lazer                | Ibra Ake                  |
| 2020 | Brown Skin Girl                  | Blue Ivy Carter, Saint Jhn, Wizkid      | Jenn Nkiru                |
| 2020 | Sorry Not Sorry                  | DJ Khaled, Nas, Jay-Z, James Fauntleroy | Hype Williams             |
| 2020 | Mood 4 Eva                       | Jay-Z, Childish Gambino, Oumou Sangaré  | Beyoncé                   |
| 2021 | Otherside                        | /                                       | Emmanuel Adjei            |
| 2024 | Texas Hold 'Em                   | /                                       | Beyoncé                   |

### Come attrice
| Anno | Titolo               | Artista/i            | Regista        |
| ---- | -------------------- | -------------------- | -------------- |
| 2001 | Izzo (H.O.V.A.)      | Jay-Z                | Dave Meyers    |
| 2003 | Dance with My Father | Luther Vandross      | Diane Martel   |
| 2015 | Bitch I'm Madonna    | Madonna, Nicki Minaj | Jonas Åkerlund |